# Jan de Wael I
Jan de Wael (Antwerpen, 1558 – aldaar, 1633) was een Brabants schilder uit de barokperiode. Hij was een leerling van Frans Francken (I). In 1584 werd hij meester in het Antwerpse Sint-Lucasgilde. Zijn zonen, Cornelis en Lucas de Wael, waren etsers en zij werkten gedurende lange tijd in Italië.  Hij was de leermeester van Jan Roos, die net als zijn zonen, het grootste gedeelte van zijn kunstenaarsleven in Italië doorbracht.

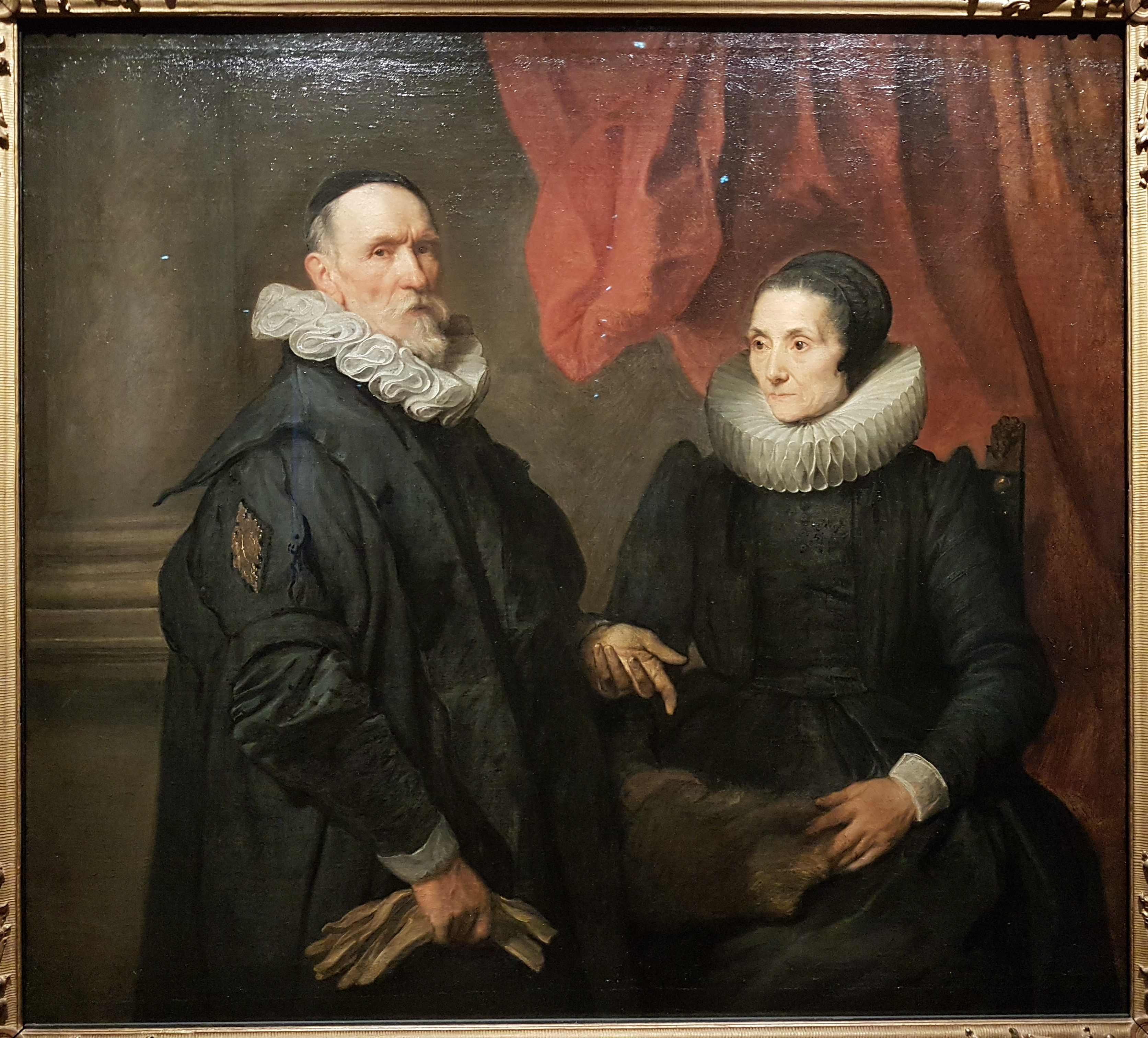
Jan de Wael en zijn vrouw Gertrude de Jode, door Anthony van Dyck